# Antarcturus usitatus
Antarcturus usitatus là một loài chân đều trong họ Antarcturidae. Loài này được Schultz miêu tả khoa học năm 1978.